# Wapen van Ginneken en Bavel

Dorpswapen van Ginneken, voorheen wapen van Ginneken en Bavel (1817-1942) en van Nieuw-Ginneken (1948-1997)

Het wapen van Ginneken en Bavel werd op 16 juli 1817 bij besluit van de Hoge Raad van Adel aan de toenmalige Noord-Brabantse gemeente Ginneken en Bavel bevestigd. Op 1 januari 1942 werd de gemeente gesplitst. Een deel ging op in Breda, het restant werd de gemeente Nieuw-Ginneken. Op 3 augustus 1948 werd het wapen van de opgeheven gemeente Ginneken en Bavel toegekend aan de gemeente Nieuw-Ginneken. Deze gemeente is uiteindelijk op 1 januari 1997 opgegaan in Breda, waarmee het wapen van Nieuw-Ginneken kwam te vervallen als gemeentewapen. Tijdens de laatste raadsvergadering voor de herindeling is het wapen aangenomen als dorpswapen voor Ginneken.

## Blazoenering
De blazoenering bij het wapen luidde in 1817 als volgt:
Doorsneden; I Gedeeld a in goud een rooster van sabel, b in zilver een koe van keel op een grond van sijnople, II in keel 3 sautoirs van zilver.
De heraldische kleuren zijn goud (geel), sabel (zwart), keel (rood), sinopel (groen) en zilver (wit). De beschrijving is later toegevoegd, oorspronkelijk stond in het register uitsluitend een tekening.
De blazoenering bij het wapen luidde in 1948 als volgt:
Doorsneden; I gedeeld; a in goud een rooster van sabel; b in zilver een koe van keel, staande op een grasgrond; II in keel drie St. andrieskruisen van zilver, geplaatst 2 en 1.

## Geschiedenis
Het wapen is een combinatie van de attributen van St. Laurentius, de parochieheilige van Ulvenhout, voorgesteld door een rooster, en van Sint Brigida, parochieheilige van Bavel, voorgesteld door een koe, en de kruisjes uit het wapen van de baronie Breda. Het wapen was sinds 1744 in gebruik.
In 1996 is het wapen door de gemeenteraad vastgesteld als dorpswapen voor Ginneken. In 2011 wilde de gemeente Breda een nieuw wapen als dorpswapen invoeren, zonder hierbij de inwoners te vragen of zij hieraan behoefte hadden. Dit resulteerde in een fel protest, omdat Ginneken reeds een dorpswapen had waarmee de inwoners tevreden waren. Het wapen is om deze reden niet gewijzigd.

### Voorstel voor een wapen voor Nieuw-Ginneken
Na de oprichting van de gemeente Nieuw-Ginneken werd in 1947 door de Hoge Raad van Adel een ander wapen voorgesteld: gedeeld; met rechts in keel een gouden leeuw, en links doorsneden, met boven in goud een rooster van sabel en beneden in hermelijn een Sint Andrieskruis van keel. De leeuw is ontleend aan het wapen van de oudste Heren van Breda, van het geslacht Gavere-Liedekercke. Het kruis op hermelijn was ontleend aan het wapen van het geslacht Daesdonck, dat een kasteel bezat in Galder. De dorpswapens van Ulvenhout en Galder zijn van dit voorstel afgeleid.
De gemeenteraad gaf in 1948 de voorkeur aan het handhaven van het oude wapen van Ginneken en Bavel voor de nieuwe gemeente.

## Verwante wapens

Het wapen van Breda
Het dorpswapen van Bavel
Het dorpswapen van Galder
Het dorpswapen van Ulvenhout